# L'Amour (presque) parfait
L'Amour (presque) parfait est une mini-série française en six épisodes de 52 minutes, réalisée par Pascale Pouzadoux, scénarisée par Emmanuel Patron et Armelle Patron, et diffusée entre le 19 janvier 2022 et le 2 février 2022 sur France 2 et à partir du 19 janvier 2023 sur Netflix.

## Synopsis
Julie, dite « Jul », a une vie sentimentale plutôt mouvementée. Elle vient de se faire larguer par Hervé, son compagnon, et décide de prendre un colocataire pour payer son loyer. Sur les conseils de ses deux meilleurs copines, Ava et Manon, elle choisit  de cohabiter avec un homme gay. C'est alors que se présente Stéphane, un jeune chômeur rugbyman, qui n'est pas gay mais prétend le contraire pour obtenir la colocation. En parallèle, Jul rencontre Max, un chirurgien cardiaque, dont elle tombe immédiatement amoureuse…

## Fiche technique
Sauf indication contraire, les informations mentionnées dans cette section peuvent être confirmées par la base de données cinématographiques Allociné,  présente dans la section « Liens externes ».
- Titre original : L'Amour (presque) parfait
- Réalisation : Pascale Pouzadoux
- Scénariste : Emmanuel Patron et Armelle Patron
- Producteurs : Alain Pancrazi, Jean-Baptiste Frey, Laurent Bacri
- Sociétés de production : France Télévisions, PM SA
- Pays d'origine :  France
- Langue originale : français
- Format : couleur / 16:9
- Genre : comédie
- Durée : 6 × 52 minutes

## Distribution

### Acteurs principaux
- Maud Baecker : Julie
- Tom Leeb : Stéphane
- Nadia Roz : Ava
- Isabelle Vitari : Manon
- François Vincentelli : Max
- Evelyne Bouix : Anne, la mère de Julie
- Antoine Duléry : Vincent, le beau-père de Julie
- Gérémy Crédeville : Pierre, le mari d'Ava
- Valentin de Carbonnières : Kévin, le pote de Stéphane
- Alice Daubelcour : Pénélope, la sœur de Julie
- Raphaël Duléry : Théo, le mari de Pénélope

### Acteurs récurrents et invités
- Alice Dufour : Pauline, l'ex de Max
- Cédric Chevalme : Jeff, le capitaine de l'équipe de rugby
- Eric Massot : Michel, le barman
- Alexis Loret : Hervé, l'ex de Julie
- Pol Moan : Gustave
- Delphine Théodore : Elise, la femme de Vlamidir
- Marthe Villalonga : Grand-tante Béatrice
- Armelle : Tante Solène
- François Berléand : Georges, le père de Julie
- Jules Dousset : Vladimir, un amant de Manon
- Big John : Boris
- Yannig Samot : Le directeur adjoint de l'école
- Sabine Pakora :  Nathalie, l'infirmière
- Frédérique Bel : Adèle
- Selma Kouchy : Yamina, l'ex de Stéphane
- Nicolas Vaude : Victor
- Marie Facundo : Charlotte Berthier
- François Bureloup : Marcel Pradel
- Roland Marchisio : Eric Chabrol
- Christian Charmetant : Bernard
- Paul Deby : Nicolas
- Aloïs Menu : Rugbyman
- Kévin Lissajoux : Rugbyman

## Audiences et accueil critique

### En France
En France, la série est diffusée les mercredis vers 21 h 05 sur France 2 par salve de deux épisodes du 19 janvier au 2 février 2022.
| Épisode              | Diffusion                | Diffusion            | Audience moyenne          | Audience moyenne                       | Audience moyenne         | Audience moyenne | Réf.  |
| Épisode              | Jour                     | Horaire              | Nombre de téléspectateurs | Part de marché (sur les 4 ans et plus) | Part de marché (FRDA-50) | Classement       | Réf.  |
| -------------------- | ------------------------ | -------------------- | ------------------------- | -------------------------------------- | ------------------------ | ---------------- | ----- |
| 1                    | Mercredi 19 janvier 2022 | 21:05 - 22:00        | 2 870 000                 | 13,5 %                                 | 9,2 %                    | 2e               | [ 2 ] |
| 2                    | Mercredi 19 janvier 2022 | 22:00 - 22:55        | 2 400 000                 | 13,4 %                                 | 9,2 %                    | 2e               | [ 2 ] |
| 3                    | Mercredi 26 janvier 2022 | 21:05 - 22:00        | 1 940 000                 | 9 %                                    | 4,4 %                    | 3e               | [ 3 ] |
| 4                    | Mercredi 26 janvier 2022 | 22:00 - 22:55        | 1 730 000                 | 9,6 %                                  | 4,4 %                    | 3e               | [ 3 ] |
| 5                    | Mercredi 2 février 2022  | 21:05 - 22:00        | 2 030 000                 | 9,3 %                                  | 5,8 %                    | 3e               | [ 4 ] |
| 6                    | Mercredi 2 février 2022  | 22:00 - 22:55        | 1 880 000                 | 10,3 %                                 | 5,8 %                    | 3e               | [ 4 ] |
|                      |                          |                      |                           |                                        |                          |                  |       |
| Moyenne de la saison | Moyenne de la saison     | Moyenne de la saison | 2 140 000                 | 10,8 %                                 | 6,5 %                    |                  | [ 5 ] |

- Les plus hauts chiffres d'audience
- Les plus bas chiffres d'audience